# فرودگاه اومپ‌کوآ ریور فارم
فرودگاه اومپ‌کوآ ریور فارم (به انگلیسی: Umpqua River Farm Airport)  یک فرودگاه خصوصی مسافربری  است که یک باند فرود چمن دارد و طول باند آن ۶۰۹ متر است. این فرودگاه در  کشور ایالات متحده آمریکا قرار دارد و در ارتفاع ۱۱۵ متری از سطح دریا واقع شده است.